# Kuźmynczyk
Kuźmynczyk (ukr. Кузьминчик) – wieś na Ukrainie, w obwodzie chmielnickim, w rejonie kamienieckim, w hromadzie Zakupne. W 2001 liczyła 219 mieszkańców, spośród których 217 wskazało jako ojczysty język ukraiński, a 2 rosyjski.